# 郤芮
郤芮（？—前636年），字子公，春秋时期晋国大夫、晋惠公的师父和谋臣。因为被封在冀地，所以又称冀芮。

## 生平
晋献公攻打姬夷吾的屈城时，夷吾听从郤芮的劝说逃到梁国。晋献公死后，郤芮、吕省支持夷吾回国为君。并劝说秦穆公支持，在晋惠公即位后，他又拒绝承诺送给秦国的五座城。杀害晋国大臣里克、丕鄭。晋国饥荒，秦穆公發動泛舟之役，支援晋国粮食。而秦国饥荒时，晋国不仅不救，还想攻打秦国。后来，秦穆公進攻晋国，在韩之战俘虏晋惠公，在吕省等人的帮助下，晋惠公返国。惠公的儿子晋怀公没有重视郤芮、吕省，反而杀害父亲的外公狐突，最终晋怀公被伯父晋文公重耳所杀。郤芮、吕省想火烧宫殿，杀害晋文公。结果，勃鞮告密，二人渡黄河逃到秦国，秦穆公、晋文公联合，在河西逮捕郤芮、吕省，将他们处死。